# 奋斗镇
奋斗镇，是中华人民共和国内蒙古自治区呼伦贝尔市海拉尔区下辖的一个乡镇级行政单位。

## 行政区划
奋斗镇下辖以下地区：
蓝盾社区、绿苑社区、学院社区、友联村、友好村、和平村、富强村、奋斗村、胜利村、互助村、合作村、光明村、金星村和红星村。